# Новобратський сільський округ
Новобра́тський сільський округ (каз. Новобратское ауылдық округі, рос. Новобратский сельский округ) — адміністративна одиниця у складі Буландинського району Акмолинської області Казахстану. Адміністративний центр — село Новобратське.
Населення — 686 осіб (2021; 1255 у 2009, 1609 у 1999, 1914 у 1989).
Станом на 1989 рік існувала Новобратська сільська рада (села Будьоновка, Добровольне, Красносельське, Новобратське).

## Склад
До складу округу входять такі населені пункти:
| Населений пункт      | Колишні назви | Населення, осіб (1989) | Населення, осіб (1999) | Населення, осіб (2009) | Населення, осіб (2021) |
| -------------------- | ------------- | ---------------------- | ---------------------- | ---------------------- | ---------------------- |
| Будьонновка, село    | Будьоновка    | 300                    | 287                    | 210                    | 167                    |
| Добровольне, село    | -             | 330                    | 288                    | 160                    | 35                     |
| Красносельське, село | -             | 281                    | 244                    | 146                    | 74                     |
| Новобратське, село   | -             | 1003                   | 790                    | 739                    | 410                    |